# Adam-Bůh
Adam-Bůh je teorie v rámci mormonismu, která tvrdí, že Adam nebyl člověk, stvořený v zahradě Eden, nýbrž bůh, tedy oslavená (vzkříšená) bytost. Hlavním propagátorem této teorie byl druhý prezident (prorok) Církve Ježíše Krista Svatých Posledních dnů (největší mormonské odnože), Brigham Young.

## Kontext teorie
Mormonismus učí, že lidé jsou duchovními dětmi Boha Otce (jednoho ze 3 hlavních bohů, kteří mají na starost planetu Zemi). Jako takové se rodí ve smrtelném těle, prochází zkouškou a po úspěšném splnění mohou projít "branami exaltace", neboli dojít oslavení/zbožštění.
Teorie Adama-Boha učí, že Adam byl právě takovou bytostí. Narodil se na jiné planetě a teprve po svém oslavení byl vybrán k tomu, aby obydlel tuto Zemi svými potomky. Stejný princip platí i u jeho ženy, Evy.

### Adamův pád
Podle Brighama Younga přišel Adam na tuto planetu spolu s jednou ze svých polygamních manželek, Evou. Oba museli jíst ovoce z této planety, aby se jejich celestiální (oslavená) těla stala způsobilými plodit fyzické potomstvo. Během Adamova spánku na něj i Evu padl Závoj zapomnění, díky čemuž mohli být později oklamáni Luciferem a pojedli ovoce ze Stromu poznání.
Brigham Young učil, že Eva byla díky své inspirovanosti, oddanosti a statečnosti vybrána, aby jako první okusila z ovoce poznání. Podle Younga byla tak první osobou na Zemi, která přijala Svátost Večeře Páně. Adam poté následoval příkladu naší Matky a pojedl také.
Adam s Evou mají v teorii významné místo, neboť to byli právě oni, kdo na určitou dobu obětoval svoje božství a sestoupil do smrtelnosti, aby mohlo vzejít nové lidstvo.

## Původ teorie
Prvním hlasitým propagátorem Adama-Boha byl Brigham Young (jeden z nástupců Josepha Smithe), který po smrti svého předchůdce získal podporu většiny Svatých v Navoo a odešel s nimi na západ, kde založil město Salt Lake city.
Brigham Young tvrdil, že teorii Adama-Boha získal od svého přítele, proroka Josepha Smithe. Šlo o jednu z mnoha "tajných" (neveřejných) nauk, kterým Smith v posledních letech svého života učil (spolu s polygamií, obřadem Obdarování, Abrahámovým kněžstvím a Radou 50) své blízké okolí, sestávající především z vedoucích církve, apoštolů a několika dalších osob.

### Veřejné učení teorie
V roce 1852 (8 let po smrti proroka Josepha Smithe) Brigham Young veřejně oznámil 2 nové nauky, o nichž drtivá většina členů neměla potuchy - nauku o plurálním manželství (polygamii) a teorii Adama-Boha. Tyto 2 teorie byly podle Brighama Younga spojené a týkaly se hlubších znalostí Království.
V době Brighama Younga byla teorie učena na shromážděních a bylo součástí církevních písní. CJKSPD později některé písně o Adamovi vyřadila a texty jiných pozměnila.

## Přijetí teorie
Teorie Adama-Boha nebyla v CJKSPD jednoznačně přijata. Někteří apoštolové a vlivní vedoucí mormonismu (jako Orson Pratt, Samuel W. Richards a Franklin D. Richards) odmítli teorii schválit jako církevní nauku, což Brigham Young velice tvrdě nesl. Mezi následovníky této teorie byli především jeho osobní rádci (jako například Heber C. Kimball) a někteří další vedoucí.

### Po smrti Brighama Younga
Třetí prezident CJKSPD, John Taylor, teorii Adama-Boha přijal jako jedno ze Smithových učení, ačkoliv na ni nekladl důraz. Čtvrtý prezident Wilford Woodruff teorii nejprve kázal v souladu s Brighamem Youngem, ale později ji přestal veřejně učit (spolu s naukou o plurálním manželství). V letech 1892–1897 (krátce před svou smrtí) však několikrát uvedl, že Adam je jedním z bohů této planety. Jednou z posledních autorit, která teorii učila, byl George Q. Cannon (rádce Brighama Younga, Johna Taylora, Wilforda Woodruffa a Lorenza Snowa).

### Změna
Šestý prezident CJKSP, Joseph F. Smith, v dopisech vyjádřil pochyby nad touto teorií a označil ji za nauku, která nikdy nebyla schválena církví. Za jeho prezidentství a nadále bylo doporučeno, aby teorie již nebyla učena.

### Moderní postoje
Ve polovině 20. století sílila nelibost ohledně teorie Adama-Boha. Apoštol Bruce R. McConkie, apoštol Mark E. Peterson a prezident církve (prorok) Spencer W. Kimball ji veřejně označili za falešné učení. Dnes se vedoucí CJKSPD od této nauky distancují a není v žádném směru součástí církevního učení.

## Adam-Bůh v jiných mormonských denominacích
Mormonští fundamentalisté (jako například FLDS církev) teorii Adama-Boha učí dodnes, spolu s naukou o plurálním manželství (polygamií).
Kristova komunita teorii Adama-Boha neučí, stejně jako další nauky, které Joseph Smith zavedl v posledních letech svého života.